# Matra MS80

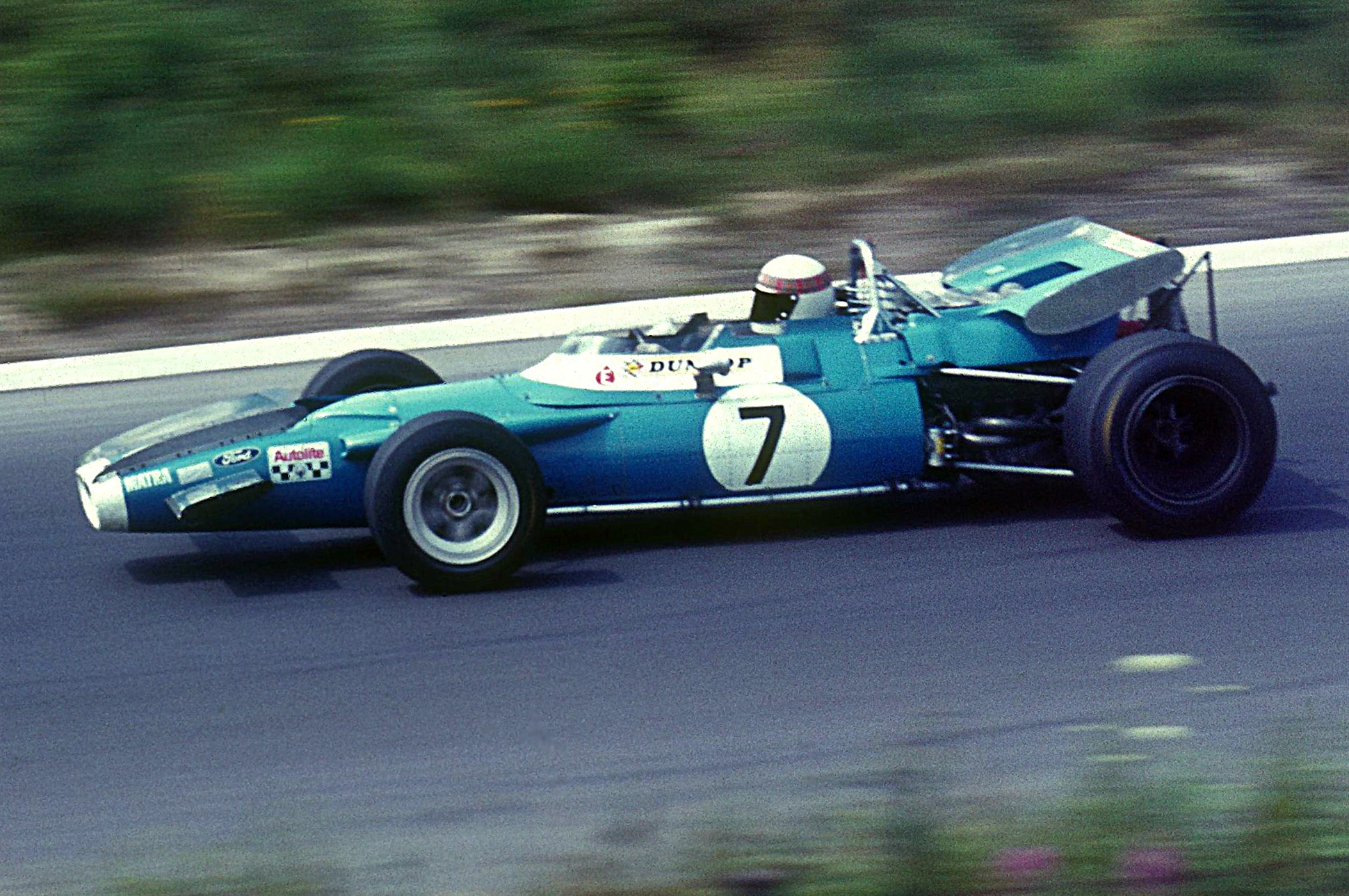
Jackie Stewart in een Matra MS80

De Matra MS80 was een door een Ford Cosworth V8 3-liter motor aangedreven Formule 1-racewagen uit 1969. De Schotse rijder Jackie Stewart won er datzelfde jaar de wereldtitel mee. Het was een van de eerste F1-wagens die speciaal waren ontworpen met 'vleugels' om neerwaartse druk ofwel 'downforce' op te wekken, om de grip op het wegdek te verhogen. Deze techniek was een jaar tevoren in de Formule 1 geïntroduceerd.
Jackie Stewart stelde later dat de MS80 de best sturende F1-wagen was die hij in zijn carrière had gereden. Het chassis was afkomstig van het Franse Matra Sports, tevens de eigenaar van het team, maar de Cosworth-motor was Brits, evenals het teammanagement onder leiding van Ken Tyrrell. Van de MS80 zijn slechts twee exemplaren gebouwd en ingezet; een derde nog onafgebouwd chassis werd later door een Franse firma gerestaureerd en vervolledigd.